# 阿尔卡萨尔德尔雷
阿尔卡萨尔德尔雷，是西班牙卡斯蒂利亚-拉曼恰昆卡省的一个市镇。总面积47平方公里，总人口242人（2001年），人口密度5人/平方公里。